# Super Smash 2024/25
Die Super Smash 2024/25 war die 20. Austragung der nationalen Twenty20-Cricket-Meisterschaft in Neuseeland. Der Wettbewerb wurde zwischen dem 26. Dezember 2024 und dem 2. Februar 2025 zwischen den sechs neuseeländischen First-Class-Mannschaften ausgetragen. Im Finale konnten sich die Central Stags mit 6 Wickets gegen die Canterbury Kings durchsetzen.

## Mannschaften
Am Wettbewerb nehmen die Mannschaften der sechs neuseeländischen nationalen First-Class Teams teil:
| Franchise            | Region                                                                                | Heimstadion     |
| -------------------- | ------------------------------------------------------------------------------------- | --------------- |
| Auckland Aces        | Auckland                                                                              | Eden Park       |
| Canterbury Kings     | Canterbury                                                                            | Hagley Oval     |
| Central Stags        | südliche Distrikte der Nordinsel ohne Wellington und nördliche Distrikte der Südinsel | McLean Park     |
| Northern Brave       | nördliche Distrikte der Nordinsel ohne Auckland                                       | Seddon Park     |
| Otago Volts          | südliche Distrikte der Südinsel                                                       | University Oval |
| Wellington Firebirds | Wellington                                                                            | Basin Reserve   |

## Format
Die sechs Mannschaften spielten in einer Gruppe je zweimal gegen jede der anderen Mannschaften. Für einen Sieg gab es vier Punkte, für ein Unentschieden oder No Result zwei und für eine Niederlage keinen Punkt. Der Gruppenerste traf in dem Final der Sieger der Halbfinale zwischen dem Zweit- und Drittplatzierten.

## Gruppenphase
Tabelle
| Teams                | Sp. | S | N | NR | P  | RR     |
| -------------------- | --- | - | - | -- | -- | ------ |
| Central Stags        | 10  | 6 | 2 | 2  | 28 | +0.187 |
| Northern Brave       | 10  | 4 | 3 | 3  | 22 | −0.564 |
| Canterbury Kings     | 10  | 4 | 5 | 1  | 18 | +0.280 |
| Wellington Firebirds | 10  | 4 | 5 | 1  | 18 | −0.115 |
| Otago Volts          | 10  | 4 | 5 | 1  | 18 | −0.129 |
| Auckland Aces        | 10  | 3 | 5 | 2  | 16 | +0.268 |

| Qualifikation direkt für das Finale |
| Qualifikation für das Halbfinale    |
| ----------------------------------- |

Ergebnisse
| 26. Dezember Scorecard | Hamilton | Northern Brave | – | Auckland Aces |
|                        |          | Spiel abgesagt |   |               |

| 27. Dezember Scorecard | Alexandra | Otago Volts 165-9 (20)          | – | Canterbury Kings 155 (20) |
|                        |           | Otago Volts gewinnt mit 10 Runs |   |                           |

| 29. Dezember Scorecard | Alexandra | Auckland Aces 106 (16.1/17) | – | Otago Volts 26-0 (1.5/17) |
|                        |           | No Result                   |   |                           |

| 31. Dezember Scorecard | Alexandra | Otago Volts 154-8 (20)                  | – | Central Stags 158-3 (18.5) |
|                        |           | Central Districts gewinnt mit 7 Wickets |   |                            |

| 1. Januar Scorecard | Hamilton | Wellington Firebirds 160-8 (20)          | – | Northern Brave 166-4 (18.2) |
|                     |          | Northern Districts gewinnt mit 6 Wickets |   |                             |

| 3. Januar Scorecard | Auckland | Auckland Aces 185-8 (20)          | – | Canterbury Kings 172 (19.2) |
|                     |          | Auckland Aces gewinnt mit 13 Runs |   |                             |

| 4. Januar Scorecard | Nelson | Wellington Firebirds 190-5 (20)          | – | Central Stags 179 (20) |
|                     |        | Wellington Firebirds gewinnt mit 11 Runs |   |                        |

| 6. Januar Scorecard | Nelson | Central Stags 195-5 (20)          | – | Northern Brave 131 (18.1) |
|                     |        | Central Stags gewinnt mit 64 Runs |   |                           |

| 7. Januar Scorecard | Christchurch | Canterbury Kings 169-7 (20)       | – | Otago Volts 170-5 (18.4) |
|                     |              | Otago Volts gewinnt mit 5 Wickets |   |                          |

| 9. Januar Scorecard | Wellington | Wellington Firebirds 192-4 (20)     | – | Central Stags 196-4 (20) |
|                     |            | Central Stags gewinnt mit 6 Wickets |   |                          |

| 10. Januar Scorecard | Christchurch | Canterbury Kings 173-9 (20)          | – | Auckland Aces 132-9 (20) |
|                      |              | Canterbury Kings gewinnt mit 41 Runs |   |                          |

| 12. Januar Scorecard | Palmerston North | Central Stags 133-6 (20)          | – | Otago Volts 134-2 (9.4) |
|                      |                  | Otago Volts gewinnt mit 8 Wickets |   |                         |

| 13. Januar Scorecard | Hamilton | Auckland Aces 187-5 (20)             | – | Northern Brave 193-5 (19.1) |
|                      |          | Northern Brave gewinnt mit 5 Wickets |   |                             |

| 14. Januar Scorecard | Wellington | Otago Volts 164-7 (20)          | – | Wellington Firebirds 149 (18.4) |
|                      |            | Otago Volts gewinnt mit 15 Runs |   |                                 |

| 15. Januar Scorecard | Napier | Auckland Aces 139-8 (20)            | – | Central Stags 142-2 (17.2) |
|                      |        | Central Stags gewinnt mit 8 Wickets |   |                            |

| 16. Januar Scorecard | Dunedin | Northern Brave 212-2 (20)         | – | Otago Volts 204-8 (20) |
|                      |         | Northern Brave gewinnt mit 8 Runs |   |                        |

| 17. Januar Scorecard | Napier | Central Stags 190-4 (20)          | – | Canterbury Kings 175-8 (20) |
|                      |        | Central Stags gewinnt mit 15 Runs |   |                             |

| 18. Januar Scorecard | Dunedin | Wellington Firebirds 186-3 (20)          | – | Otago Volts 153 (18.5) |
|                      |         | Wellington Firebirds gewinnt mit 33 Runs |   |                        |

| 19. Januar Scorecard | Hamilton | Canterbury Kings 165-9 (20)          | – | Northern Brave 142-8 (20) |
|                      |          | Canterbury Kings gewinnt mit 23 Runs |   |                           |

| 20. Januar Scorecard | Wellington | Auckland Aces 215-3 (20)          | – | Wellington Firebirds 162 (17.2) |
|                      |            | Auckland Aces gewinnt mot 53 Runs |   |                                 |

| 21. Januar Scorecard | Hamilton | Northern Brave | – | Central Stags |
|                      |          | Spiel abgesagt |   |               |

| 22. Januar Scorecard | Wellington | Canterbury Kings 164-7 (20)          | – | Wellington Firebirds 153-8 (20) |
|                      |            | Canterbury Kings gewinnt mit 11 Runs |   |                                 |

| 23. Januar Scorecard | Auckland | Auckland Aces 197-6 (20)          | – | Otago Volts 128 (16.2) |
|                      |          | Auckland Aces gewinnt mit 69 Runs |   |                        |

| 24. Januar Scorecard | Christchurch | Wellington Firebirds 167 (20)            | – | Canterbury Kings 136 (18.5) |
|                      |              | Wellington Firebirds gewinnt mit 31 Runs |   |                             |

| 25. Januar Scorecard | Mount Maunganui | Otago Volts 143-7 (20)               | – | Northern Brave 146-6 (17.3) |
|                      |                 | Northern Brave gewinnt mit 4 Wickets |   |                             |

| 26. Januar Scorecard | Christchurch | Central Stags 46-6 (11) | – | Canterbury Kings |
|                      |              | No Result               |   |                  |

| 27. Januar Scorecard | Auckland | Wellington Firebirds 150-6 (20)     | – | Auckland Aces 152-4 (19.2) |
|                      |          | Auckland Aces gewinnt mit 6 Wickets |   |                            |

| 28. Januar Scorecard | Christchurch | Canterbury Kings 175-7 (20)          | – | Northern Brave 119-9 (20) |
|                      |              | Canterbury Kings gewinnt mit 56 Runs |   |                           |

| 29. Januar Scorecard | Napier | Auckland Aces 147-9 (18/18)                      | – | Central Stags 149-5 (17.3/18) |
|                      |        | Central Stags gewinnt mit 5 Wickets (D/L method) |   |                               |

| 30. Januar Scorecard | Wellington | Wellington Firebirds | – | Northern Brave |
|                      |            | Spiel abgesagt       |   |                |

## Endrunde

### Halbfinale
| 1. Februar Scorecard | Wellington | Northern Brave 110-9 (20)              | – | Canterbury Kings 111-3 (13.1) |
|                      |            | Canterbury Kings gewinnt mit 7 Wickets |   |                               |

### Finale
| 2. Februar Scorecard | Wellington | Canterbury Kings 135-8 (20)         | – | Central Stags 136-4 (17.2) |
|                      |            | Central Stags gewinnt mit 6 Wickets |   |                            |